# 7961 Ercolepoli
A 7961 Ercolepoli (ideiglenes jelöléssel 1994 TD2) a Naprendszer kisbolygóövében található aszteroida. Vincenzo Silvano Casulli fedezte fel 1994. október 10-én.